# Grupo Ibérico de Anillamiento
El Grupo Ibérico de Anillamiento (GIA) es una asociación científica y conservacionista centrada en el estudio y conservación de las aves. 
La organización fue fundada el primer día del siglo XXI, el 1 de enero de 2001 en Fuentes de Nava (Palencia).
Su principal actividad es el anillamiento de aves, una completa herramienta científica que posibilita el conocimiento de varios parámetros de la biología y la ecología de estos seres emplumados.
El Grupo Ibérico de Anillamiento nace del interés mostrado por numerosos anilladores de aves repartidos por toda la Península, que consideran necesaria la creación de una asociación, cuyo objetivo y dedicación única sea el anillamiento científico, intentando que a éste se le reconozca la importancia que merece como herramienta de investigación aplicada a la conservación de la avifauna ibérica. 
Desde un principio se apuesta por un proyecto ambicioso de cooperación entre los anilladores que, repartidos por toda la Península, encuentren como punto de apoyo y referencia la Asociación y el trabajo en equipo, unificando criterios y promoviendo y realizando estudios científicos serios y con un buen nivel de calidad.

## Grupos locales
- GIA-Asturias (Grupo Torquilla) http://www.torquilla.org/
- GIA-Extremadura
- GIA-León http://www.gia-anillamiento.org/leon

## Publicaciones del Grupo Ibérico de Anillamiento
- GIA-León. 2003. Lo que usted debe saber sobre: las especies de caza menor de Castilla y León. Cartilla de divulgación n.º 15. Ed. CajaEspaña, Obra social. León.

- GIA-León. 2005. La cigüeña en León. CajaEspaña, Obra social. León.